# Juneau
Juneau [ˈdʒuːnoʊ] ist die Hauptstadt des US-Bundesstaates Alaska. Der gleichnamige Bezirk (Borough) liegt im sogenannten Alaska Panhandle. Bei der Volkszählung 2020 hatte die Stadt 32.255 Einwohner.
In Juneau befindet sich das Alaska State Capitol sowie das Alaska State Museum.

## Geschichte

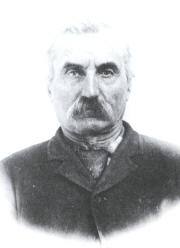
Joseph Juneau

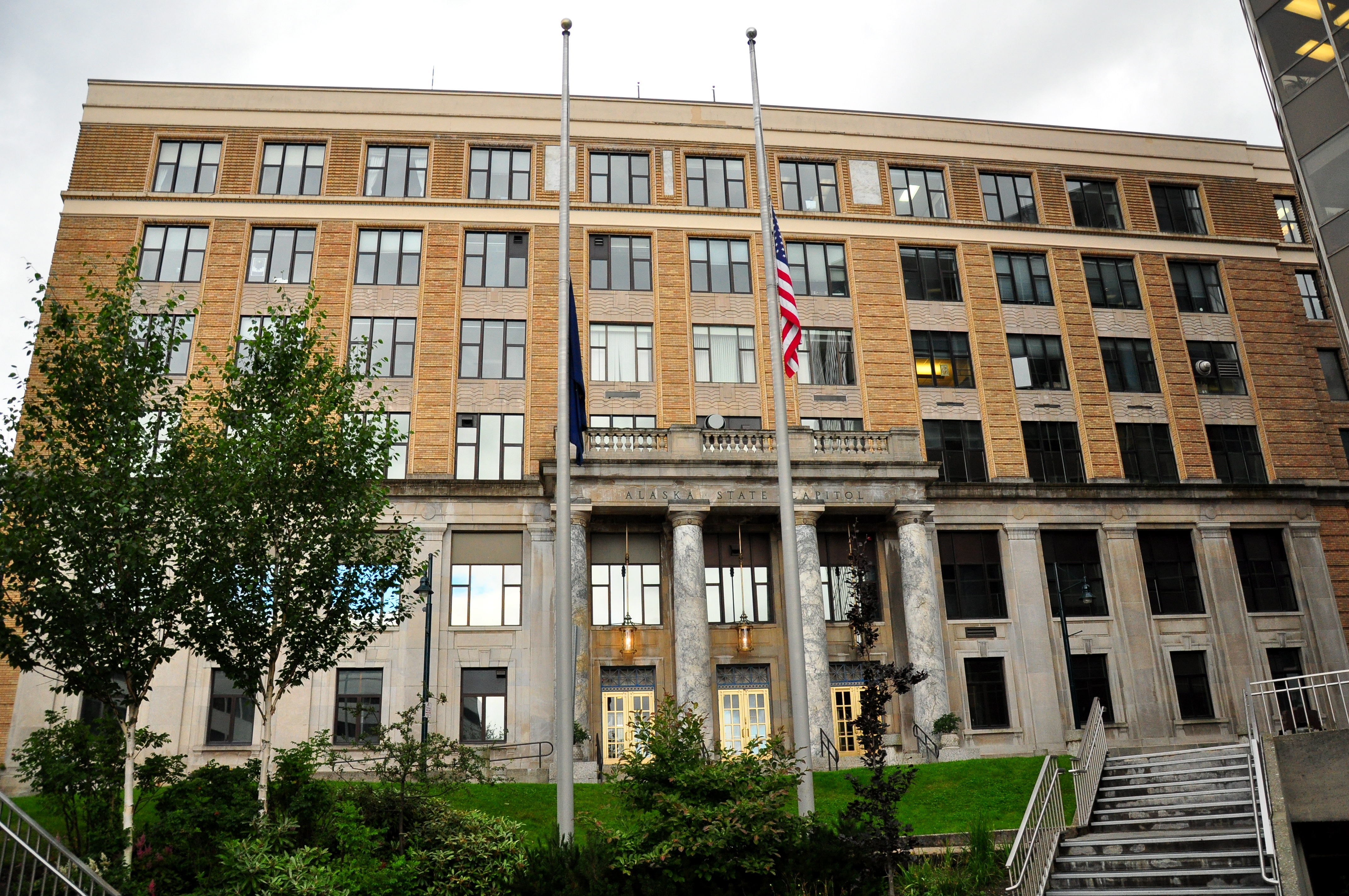
Alaska State Capitol, Regierungssitz des Bundesstaates

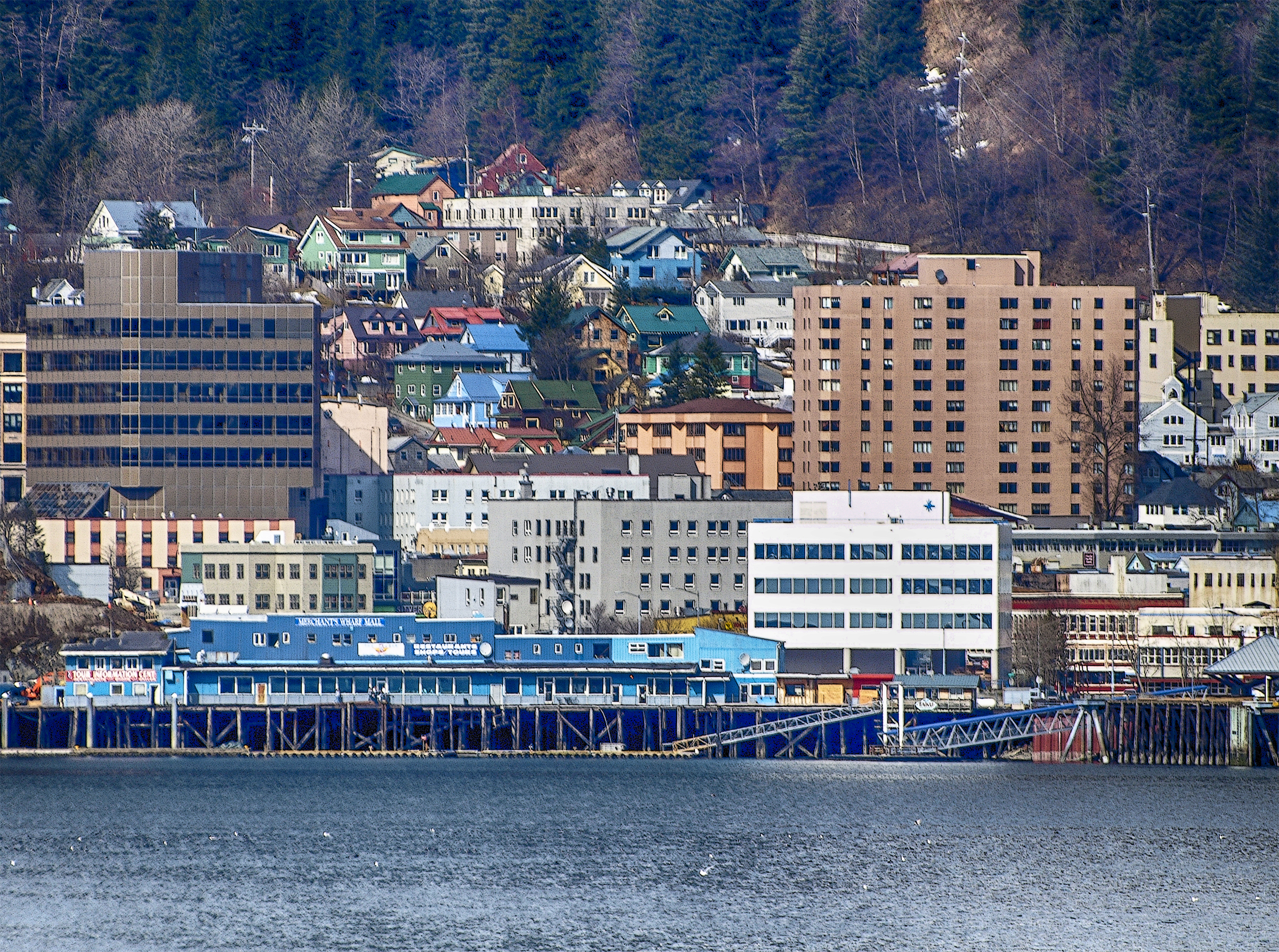
Hafengebiet

Seit Jahrtausenden leben Auke- und Taku-Indianer in dieser Gegend und pflegen umfangreiche Traditionen. Feste Bestandteile daran haben Kunst – vor allem in Form von Skulpturen, Webereien und Dekorationen – sowie Gesänge und Tänze.
Am 3. Oktober 1880 fanden Joseph Juneau (1836–1899) und sein Partner Dick Harris (1833–1907) in einem Bach nahe der heutigen Stadt Gold. Sie steckten ein etwa 0,65 km² großes Gebiet für eine spätere Siedlung ab und Harris gab ihm zunächst den Namen Harrisburg. Die Kunde des Goldfunds lockte schnell viele Minenarbeiter in die Gegend. Da noch kein offiziell anerkannter Name für die sich entwickelnde Stadt existierte, stimmten sie am 14. Dezember 1881 ab und entschieden sich für Juneau.
1900 wurde der Ort formal als Gebietskörperschaft etabliert und zugleich als neue Hauptstadt für den District of Alaska bestimmt. Die vorherige Hauptstadt Sitka war schon unter der russischen Verwaltung Alaskas etabliert worden, ihre Wirtschaft war aber wegen des Zusammenbruchs des Walfangs stark rückläufig, während die Goldgräberstädte des Alaska Panhandle im Aufschwung waren und die Zukunft darstellten. Die Regierungsfunktionen wurden bis 1906 nach Juneau verlegt.
Bis in die 1940er Jahre war Juneau eine Bergwerksstadt. Während des Zweiten Weltkriegs wurden die Minen geschlossen; seither ist der öffentliche Dienst wichtigster Arbeitgeber der Stadt. Nach der Errichtung der Trans-Alaska-Pipeline, welche Erdöl von der Arktis zur Pazifikküste transportiert, wuchs die Stadt mit einer immer größeren Staatsverwaltung. Der Borough Juneau wurde im Dezember 1971 gegründet.

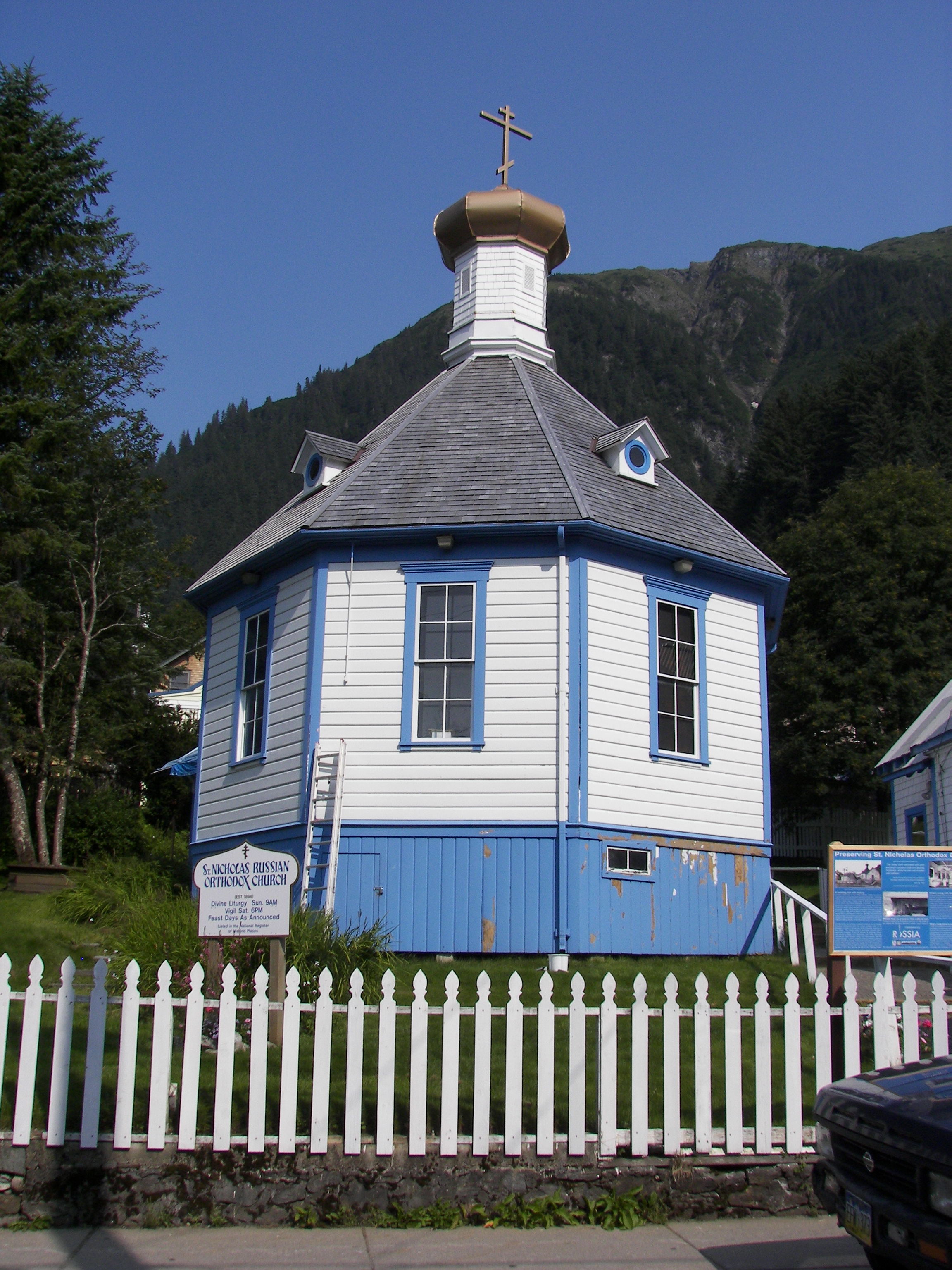
Die St. Nicholas Russian Orthodox Church ist seit September 1973 im NRHP eingetragen.

23 Bauwerke und Stätten der Stadt sind im National Register of Historic Places (NRHP) eingetragen (Stand 21. April 2020), darunter die Fort Durham Site, die den Status einer National Historic Landmark hat.
Am 13. August 2025 wurden Teile der Stadt evakuiert, da ein weiterer Anstieg des Hochwassers des Mendenhall Rivers prognostiziert wird. Befürchtet wird eine Sturzflut aus einem Stau von Regen- und Schmelzwasser am Mendenhall-Gletscher ab 13. August 2025 nachmittags.

## Geographie
Juneau liegt am Gastineau Channel im Alexanderarchipel an der Inside Passage, verbunden mit dem Pazifik. Die Boundary Ranges, ein Gebirgszug der Coast Mountains, liegen östlich der Stadt. Im Norden grenzt die Stadt an Haines Borough, im Süden Skagway-Hoonah-Angoon Census Area. Im Osten liegt die kanadische Provinz British Columbia. Hinter Douglas Island liegt weiter im Westen der Glacier-Bay-Nationalpark.
21 km vom Stadtzentrum entfernt liegt der Mendenhall-Gletscher mit dem Gletscherrandsee Mendenhall-Lake, aus dem der Mendenhall River entspringt.

## Verkehr
Juneau verfügt über einen Flughafen. Es ist die einzige Hauptstadt eines Bundesstaats der USA, die keine Straßenanbindung hat und nur mit dem Flugzeug oder Schiff erreichbar ist. Viele Straßen von Juneau enden in Sackgassen. Eine Brücke verbindet die Stadt mit Douglas Island. Wanderwege in der Nähe führen zu einigen Gletschern.
Der öffentliche Nahverkehr wird durch das Unternehmen Capital Transit mit insgesamt acht Bus-Verbindungen abgewickelt.

## Bildung
In Juneau befindet sich der Hauptcampus der University of Alaska Southeast (UAS). Diese bietet Studiengänge mit Bachelor und Masterabschlüssen an; die letzteren werden über ein Fernstudium belegt.

## Sonstiges
In Juneau befindet sich das Jensen-Olson-Arboretum.

## Partnerstädte
Juneau unterhält Partnerschaften zu folgenden Städten:
- Kalibo (Philippinen)
- Whitehorse (Kanada)
- Chiayi (Republik China (Taiwan))
- Wladiwostok (Russland)
- Mishan (Volksrepublik China)

## Söhne und Töchter der Stadt
- Waino Edward Hendrickson (1896–1983), Politiker
- Lucia Berlin, geb. Brown (1936–2004), Schriftstellerin
- Hilary Lindh (* 1969), alpine Skiläuferin
- Joshua Morrow (* 1974), Schauspieler[10]
- Charles Melton (* 1991), Schauspieler und Model
- Maxime Germain (* 2001), Biathlet

## Klimatabelle
|                       | Jan   | Feb  | Mär  | Apr  | Mai  | Jun  | Jul   | Aug   | Sep   | Okt   | Nov   | Dez   |   |         |
| Mittl. Tagesmax. (°C) | −1,4  | 1,2  | 3,7  | 8,4  | 12,8 | 16,1 | 17,7  | 17,1  | 13,3  | 8,4   | 2,6   | −0,2  | ⌀ | 8,3     |
| Mittl. Tagesmin. (°C) | −7,2  | −5,2 | −2,9 | 0,1  | 3,8  | 7,2  | 8,9   | 8,5   | 6,1   | 2,9   | −2,7  | −5,2  | ⌀ | 1,2     |
|                       |       |      |      |      |      |      |       |       |       |       |       |       |   |         |
| Niederschlag (mm)     | 115,3 | 95,3 | 83,3 | 70,4 | 86,9 | 80,0 | 105,7 | 135,1 | 170,9 | 199,1 | 124,7 | 112,8 | Σ | 1.379,5 |
|                       |       |      |      |      |      |      |       |       |       |       |       |       |   |         |
| Regentage (d)         | 14,6  | 13,3 | 14,5 | 12,3 | 13,3 | 12,3 | 12,9  | 14,9  | 17,4  | 21,0  | 15,8  | 16,2  | Σ | 178,5   |

| −7,2 |

| −5,2 |

| −2,9 |

| 0,1 |

| 3,8 |

| 7,2 |

| 8,9 |

| 8,5 |

| 6,1 |

| 2,9 |

| −2,7 |

| −5,2 |

| −7,2 |

| −5,2 |

| −2,9 |

| 0,1 |

| 3,8 |

| 7,2 |

| 8,9 |

| 8,5 |

| 6,1 |

| 2,9 |

| −2,7 |

| −5,2 |